# Ispani
Ispani es una comuna italiana de la región de Campania, provincia de Salerno, con cerca de 1.015 habitantes. 
Se extiende por un área de 8,3 km², teniendo una densidad poblacional de 122,29 hab/km². Esta adyacente con Santa Marina y Vibonati.

## Evolución demográfica
| Gráfica de evolución demográfica de Ispani entre 1861 y 2001 |
|                                                              |
| Fuente ISTAT - elaboración gráfica de Wikipedia              |

- Datos: Q80972
- Multimedia: Ispani / Q80972

1. ↑  «Codici Catastali». Comuni-italiani.it (en italiano). Consultado el 29 de abril de 2017.